# Cases de palla de Cordeville, a Auvers-sur-Oise
Casetes de palla de Cordeville, a Auvers-sur-Oise (en francès, Chaumes de Cordeville à Auvers-sur-Oise) és una pintura a l'oli realitzada per Van Gogh, el 1890, actualment exposada al Museu d'Orsay, de París.
Fou pintada el juny de 1890, és a dir, poc abans del suïcidi, ja que es disparà un tret al pit el 27 de juliol, i morí dos dies després.

## Descripció
Les casetes estan pintades de forma tortuosa com si Van Gogh volgués dilatar els seus volums. S'hi nota un ús particular dels colors freds, com els verds, els blaus i el violeta. Els colors càlids característics de les obres precedents hi són escassos. Els arbres i l'herba semblen moguts per un vent fort, i els núvols recorden les formes arremolinades de La nit estelada. La casa sembla desaparèixer enmig del verd dominant.
El quadre té unes dimensions de 72 cm x 91 cm. Actualment, aquest quadre es conserva exposat al Museu d'Orsay, de París, França.

## Història
Camille Pissarro havia suggerit al seu amic que se n'anés a Auvers-sur-Oise, poble no gaire lluny de París, per recuperar-se de l'experiència del manicomi. Aquest és el primer quadre que va pintar-hi un cop ja recuperat.
Vincent van Gogh va marxar el maig de 1890 de l'asil de Saint-Rémy per anar a París a casa del seu germà Théo, on coneix a la seva cunyada i al seu petit nadó, i després s'instal·la a Auvers-sur-Oise, a uns trenta kilòmetres al nord de París, per ser seguit pel doctor Gachet (1828-1909). Les últimes setmanes de la seva vida coincideixen amo un període frenètic de creació artística.
Cordeville és un lloc allunyat d'Auvers-sur-Oise. Aquest quadre va ser donat l'any 1954 al museu del Louvre per Paul Gachet (1873-1962), fill del doctor Gachet; va ser instal·lat en el museu del Joc de Palma abans de trobar el seu actual lloc en el museu d'Orsay el 1986.